# Bergbetningen
Bergbetningen är ett naturreservat på Gotland cirka 2 km norr om Visby. Området som är 9 hektar stort ligger direkt öster om Gustavsviksvägen mellan Gustavsvik och Snäck. Området domineras av en hög klint med rasbrant. Rasbranten har sparsam växtlighet med enstaka tallar, oxlar och vejkslar. Nedanför rasbranten planar terrängen ut och vegetationen tätnar påtagligt. 

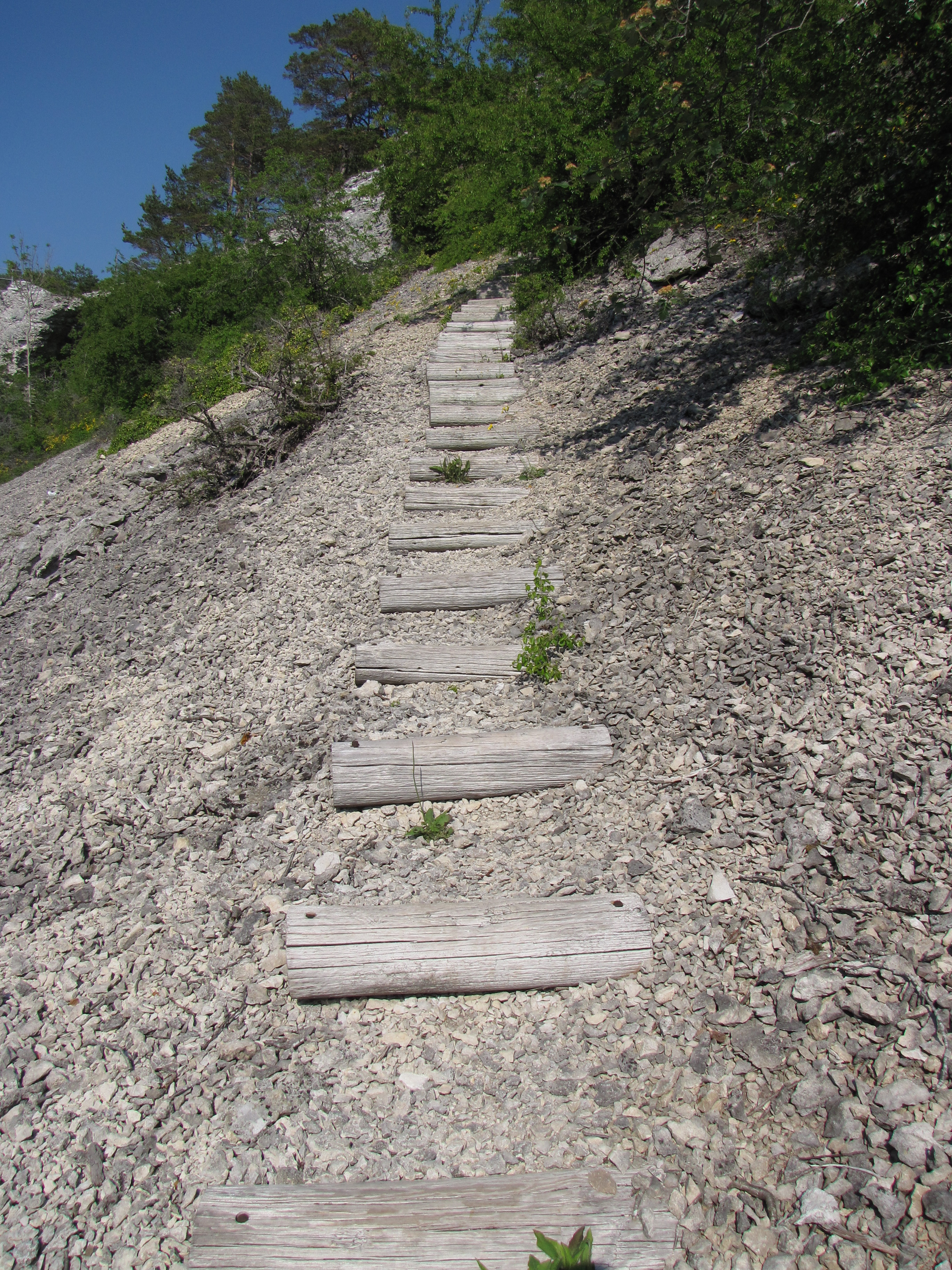
Trappa i Bergbetningen.

Skogen domineras av gamla tallar vars stammar omsluts av murgröna. Buskskiktet består av vejksel, slånbär, fågelbär och nypon. Området har en naturstig som går i en slinga runt rasbranten. Bergbetningen ägs av Naturvårdsverket och förvaltas av länsstyrelsen i Gotlands län.